# Vittorio Goretti
Pour les articles homonymes, voir Goretti.
Vittorio Goretti, né le 17 juin 1939, à San Cesario sul Panaro, en Italie, et mort le 8 juillet 2016, à Bologne, est un astronome amateur italien.
D'après le Centre des planètes mineures, il a découvert trente et un astéroïdes, dont cinq en collaboration avec Andrea Boattini.
L'astéroïde (7801) Goretti porte son nom.

## Astéroïdes découverts
| Astéroïdes découverts : 31                                          | Astéroïdes découverts : 31 |
| ------------------------------------------------------------------- | -------------------------- |
| (7437) Torricelli[1]                                                | 12 mars 1994               |
| (8885) Sette[2]                                                     | 13 mars 1994               |
| (9232) Miretti                                                      | 31 janvier 1997            |
| (10197) Senigalliesi                                                | 18 octobre 1996            |
| (10200) Quadri                                                      | 7 juillet 1997             |
| (11121) Malpighi                                                    | 10 septembre 1996          |
| (12035) Ruggieri                                                    | 1er février 1997           |
| (15381) Spadolini                                                   | 1er septembre 1997         |
| (16761) Hertz                                                       | 3 octobre 1996             |
| (16766) Righi                                                       | 18 octobre 1996            |
| (17652) Nepoti                                                      | 3 novembre 1996            |
| (20081) Occhialini[2]                                               | 12 mars 1994               |
| (21306) Marani                                                      | 1er décembre 1996          |
| (24996) 1998 OD1[3]                                                 | 20 juillet 1998            |
| (25276) Dimai                                                       | 15 novembre 1998           |
| (26917) Pianoro                                                     | 15 septembre 1996          |
| (29457) Marcopolo                                                   | 25 septembre 1997          |
| (33376) Medi                                                        | 6 février 1999             |
| (39699) Ernestocorte                                                | 12 octobre 1996            |
| (42747) Fuser                                                       | 21 septembre 1998          |
| (42748) Andrisani                                                   | 21 septembre 1998          |
| (43999) Gramigna                                                    | 31 août 1997               |
| (44005) Migliardi                                                   | 25 septembre 1997          |
| (47038) Majoni                                                      | 17 novembre 1998           |
| (48737) Cusinato                                                    | 8 mars 1997                |
| (58573) Serpieri                                                    | 9 septembre 1997           |
| (70745) Aleserpieri                                                 | 9 novembre 1999            |
| (79375) Valetti                                                     | 16 mars 1997               |
| (79826) Finardi                                                     | 17 novembre 1998           |
| (96217) Gronchi[1]                                                  | 14 septembre 1993          |
| (100553) Dariofo                                                    | 2 avril 1997               |
| 1. avec Andrea Boattini 2. avec Maura Tombelli 3. avec Luciano Tesi |                            |